# Kirchspielslandgemeinde Weddingstedt (bis 1934)
Die Kirchspielslandgemeinde Weddingstedt war eine Gemeinde im Kreis Norderdithmarschen (vom 1. Oktober 1932 bis zum 30. September 1933 Kreis Dithmarschen).

## Geographie

### Fläche und Einwohnerzahl
Die Kirchspielslandgemeinde hatte am 16. Juni 1925 insgesamt 1920 Einwohner an 17 Wohnplätzen. Am 1. Oktober 1930 betrug ihre Fläche 39,08 km2.

### Nachbargemeinden
Nachbargemeinden waren im Uhrzeigersinn im Norden beginnend die Kirchspielslandgemeinde Lunden, die Gemeinde Fedderingen, die  Kirchspielslandgemeinde Hennstedt, die Gemeinde Süderholm-Bennewohld, die Stadt Heide sowie die Kirchspielslandgemeinden Norderwöhrden, Neuenkirchen und Hemme (alle im Kreis Norderdithmarschen).

## Geschichte
Mit der Verordnung vom 22. September 1867 wurden in der preußischen Provinz Schleswig-Holstein die selbständigen Landgemeinden eingeführt. Anders als im übrigen Provinzgebiet gab es im Westen Schleswig-Holsteins, nämlich in Dithmarschen und im Kreis Husum, eine besondere Form der kommunalen Verwaltung. Diese wurde unangetastet übernommen. So wurden aus den Gebieten der Kirchspiele, in denen bereits weltliche Strukturen vorhanden waren, politische Gemeinden, die Kirchspielslandgemeinden.
Die in den Kirchspielslandgemeinden als „Untereinheit“ vorhandenen Dorfschaften und Dorfgemeinden wurden am 1. April 1934 zu selbständigen Gemeinden/Landgemeinden. An diesem Tag wurde ebenfalls die Kirchspielslandgemeinde Weddingstedt aufgelöst. Es wurden an ihrer Stelle die Gemeinden Borgholz, Ostrohe, Stelle-Wittenwurth, Weddinghusen, Weddingstedt und Wesseln neu gebildet.
Rüsdorf schied bereits am 9. Oktober 1924 wegen ihrer Eingliederung in die Stadt Heide aus der Kirchspielslandgemeinde aus.